# Beatmania IIDX 20 Tricoro
beatmania IIDX 20 Tricoro은 리듬게임 beatmania IIDX 시리즈의 20번째(beatmania IIDX substream 포함 시 21번째) 작품으로 Lincle의 후속작이다. 2011년 4월 20일부터 5월 8일까지 일본 각지에서 로케이션 테스트를 했으며, 2012년 9월 19일 발매되었다.
2012년 4월 18일에서 4월 24일, 관동에서는 일본 도쿄의 레저랜드 아키하바라 2호점에서, 관서 지역에서는 4월 20일부터 4월 24일까지 라운드원 우메다점에서 로케 테스트가 개최되었다.
또한 대한민국에 다시 정식발매된 비트마니아 시리즈의 최초작이다. 2013년 6월 24일 정식발매되었다.